# Lesavka Chasma
Il Lesavka Chasma è una struttura geologica della superficie di Venere.